# Impuesto de solidaridad a la fortuna
El impuesto de solidaridad a la fortuna (ISF) es un impuesto creado en Francia en 1989, y reemplazado el 1.º de enero de 2018 por el impuesto a la fortuna inmobiliaria (IFI).
Se aplica a las personas físicas y a las parejas, no sobre sus ingresos anuales o transacciones, sino sobre el patrimonio personal. Se calcula basándose en el valor de todos los bienes del sujeto. 
Se aplica a nivel nacional y existe también, bajo diferentes apelaciones y aplicaciones, en otros países del mundo.
En 2013, 312 046 hogares franceses pagaron el ISF, lo que generó al Estado unos 4,39 mil millones de euros. Aproximadamente equivale a una media de 14 000 euros por cada hogar.
Cada contribuyente debe hacer su declaración de impuesto a la fortuna y proporcionar una estimación detallada del monto de sus bienes a partir del 1.ero de enero y antes del 15 de junio de cada año gravable. El contribuyente debe también calcular el valor de dicho impuesto y enviar su declaración, acompañada de una forma de pago a los impuestos nacionales.
Los servicios fiscales pueden controlar dicha declaración y proponer rectificaciones durante tres años. Sin embargo en caso de no presentación de la declaración o de la omisión de un bien, el plazo de prescripción se extiende a seis años.
El ISF es frecuentemente considerado como una «excepción francesa», ya que dicho impuesto no existe en otros países.[cita requerida] Además se le considera un «impuesto ideológico», y por ende criticado por razones morales, fiscales o económicas. Los críticos en contra argumentan que la posesión de un patrimonio fuertemente valorizado no esta necesariamente asociada a los ingresos que permitan pagar el ISF. Los defensores explican que el ISF permite una redistribución de las riquezas y contribuye a una equidad social.[cita requerida]

## Historia
En 1945 se creó un impuesto excepcional y temporal llamado impuesto de solidaridad nacional (en francés: impôt de solidarité nationale), basado en el capital de los contribuyentes. La Federación de Finanzas de la Confederación General del Trabajo, en francés la CGT, inicia en mayo de 1965 una campaña que exigía la introducción de un impuesto a la riqueza.
Las consecuencias de la primera crisis del petróleo llevaron al presidente de ese entonces Valéry Giscard d'Estaing a tomar medidas deflacionistas en 1974, como incrementar el impuesto sobre la renta de los grandes contribuyentes. En 1979 se analizó la posibilidad de un impuesto sobre el capital y se concluyó, según dicho análisis que un impuesto anual a la fortuna sería ineficaz en Francia.
En 1981, justo después de la elección presidencial de François Mitterrand, este nuevo gobierno crea el Impuesto sobre las Grandes Fortunas (en francés: l'Impôt sur les Grandes Fortunes IGF). Puesto en marcha a través de la ley del 30 de diciembre de 1981, entra a regir el 1 de enero de 1982. Este impuesto lo pagan los contribuyentes que disponen de un patrimonio superior a tres millones de francos, a una tasa progresiva de 0,5 % a 1,5 %. 104 000 contribuyentes declararon que su patrimonio es superior a dicha suma en 1982. El IGF hace entrar a las arcas del estado francés tres millares de francos suplementarios. A la iniciativa del gobierno de Jacques Chirac se suprime el IGF a partir del 1 de enero de 1987. Dicha supresión causa muchas críticas ya que se considera un regalo fiscal a las clases ricas. Al año siguiente, tras la vuelta al poder de François Miterrand, se restituye el impuesto, que permanecerá hasta nuestros días, aunque con una modificación en 2018 que lo convirtió en Impuesto a la Fortuna Inmobiliaria (IFI).